# Conférence internationale de la société civile à l’appui du peuple palestinien
 (août 2025).
La Conférence internationale de la société civile à l’appui du peuple palestinien siège pour les droits des Palestiniens, sous les auspices du Comité pour l'exercice des droits inaliénables du peuple palestinien. Ce comité a été créé par la résolution 3376 de l’Assemblée générale de l'ONU du 10 novembre 1975, avec pour tâche de recommander un programme de mise en œuvre, destiné à permettre au peuple palestinien d’exercer les droits inaliénables reconnus par la résolution 3236 du 22 novembre 1974.
Son secrétariat est la Division des droits des Palestiniens, qui est un service du Secrétariat de l'ONU. Il fait partie du Département des affaires politiques.
Y participent ou ont participé Phyllis Bennis (2003, 2005, 2007), Pierre Galand (2003, 2005, 2007), l'organisation Taayoush (2003), Hind Khoury (2005), Na'eem Jeenah (2005, 2007), Raji Sourani (2005, 2007), Somaia Barghouti (2005), Moustafa Barghouti (2007), Michel Warschawski (2007)...

## Conférence

### À l’appui du peuple palestinien, New York, 23 et 24 septembre 2002
Conférence internationale de la société civile à l'appui du peuple palestinien tenue au Siège de l'ONU à New York conformément aux dispositions des résolutions 57/107 et 57/108 de l’Assemblée générale, en date du 3 décembre 2002:
« Le président a affirmé que les 400 participants à cette Conférence, aussi divers soient-ils (groupes palestiniens et israéliens, organisations chrétiennes, juives et arabes entre autres), avaient tous convenu que l’occupation israélienne, commencée en juin 1967, devait prendre fin. La Déclaration des ONG adoptée par les Etats participants à la Conférence est un modèle de clarté et de franchise, a-t-il souligné, à savoir que l’occupation israélienne exige que la communauté internationale assume ses responsabilité »
Rapport du Président du Comité pour l'exercice des droits inaliénables du peuple palestinien. Voir aussi la déclaration de clôture.

### À l’appui du peuple palestinien, New York, 4 et 5 septembre 2003
Les 4 et 5 septembre 2003, au siège de l’Organisation des Nations unies à New York, la Conférence internationale de la Division des droits des Palestiniens avait pour thème « Mettons fin à l’occupation ». 

Vingt et un intervenants ont présenté des exposés et quatre d'entre eux, dont deux israéliens, évoquèrent le boycott ou la lutte contre l'apartheid. 
Avia Pasternak, représentante de Taayoush, organisation israélienne sise à Tel-Aviv-Jaffa, se déclare favorable à un boycott, au niveau international, des sociétés ayant des installations de production dans les colonies de peuplement.
Jeff Halper, Coordonnateur du Comité israélien contre la démolition d’habitations, à la troisième séance plénière, qui a pour thème "La communauté internationale, la société civile et le processus politique visant à mettre fin à l’occupation" 

appelle à « lancer un appel commun à la mobilisation en faveur d’une campagne internationale qui devrait atteindre l’ampleur et l’efficacité de la campagne contre l’apartheid en Afrique du Sud »
La quatrième séance plénière, qui a pour thème "Les initiatives prises par la société civile pour mettre fin à l’occupation", voit des interventions d'européens légitimant les sanctions. 
Après l'intervention de Gretta Duisenberg, Présidente de l’organisation Stop the Occupation (Amsterdam) qui déclara qu'« à son avis, l’Union européenne avait une occasion exceptionnelle de formuler une politique étrangère unifiée, et si nécessaire d’imposer des sanctions, par exemple suspendre le Traité d’association entre Israël et l’Union européenne. »;
Pierre Galand, sénateur au Parlement belge, évoqua des demandes des ONG pour un boycott des fruits d'Israël et fit le rapprochement avec la lutte contre l’apartheid pour légitimer l'adoption de sanctions.
« Les ONG demandaient le boycottage des fruits venant d’Israël. (...) M. Galand a conclu son intervention en disant que les ONG pourraient travailler en coopération avec les organisations pacifistes en Israël, même sur le sujet des sanctions, pour s’assurer que l’opinion publique sache bien que lorsqu’on avait lutté contre l’apartheid, on avait adopté des sanctions contre ce régime aux États-Unis et en Europe. Ces sanctions obligeraient Israël à respecter le droit international et déboucheraient sur une solution au conflit et une paix durable au Moyen-Orient. »
350 représentants de 140 organisations de la société civile ont participé à la Conférence à laquelle ont assisté les représentants de 64 gouvernements, de la Palestine, de 3 organisations intergouvernementales et de 10 organismes des Nations unies.
- (fr) Rapport de la première journée - 04/09/03
- (fr) Rapport de la Conférence

### À l’appui de la paix au Moyen-Orient, Paris, 12 et 13 juillet 2005
Conférence internationale de la société civile à l’appui de la paix au Moyen-Orient, réunie à l'UNESCO. Elle se déclarera unanimement favorable au BDS.
En séance inaugurale, Hind Khoury, Minister of State of the Palestinian Authority, rappela l'avis de la Cour internationale de justice sur le mur de Palestine
et 
« called on all civil society institutions to encourage non-violent action such as morally responsible investment and boycotts in order to urge Israel's compliance with its international obligations. »
Phyllis Bennis lui emboita le pas pour promouvoir la campagne BDS.
En première séance, Hind Khoury réitéra son rappel de l'avis de la CIJ ; suivi de Gabi Baramki, Président of the Palestinian Council for Justice and Peace, Ramallah, qui exposa ce qu'était la campagne BDS :
« The campaign had been initiated by the Palestinian Campaign for the Academic and Cultural Boycott of Israel (PACBI) to boycott Israeli institutions and was now spreading to other areas, as had happened during the apartheid regime in South Africa. Mr. Baramki said that the campaign should be supported by international NGOs and, eventually, by their Governments, to force Israel to end the occupation and abide by United Nations resolutions. »
En deuxième séance, se fut le tour de Pierre Galand puis Na'eem Jeenah. En clôture, Phyllis Bennis, Somaia Barghouti, Hind Khoury et Ravan A. G. Farhâdi, vice-président du Comité, statuent sur la mise en œuvre du plan d'action BDS.
Finalement, le plan d'action adopté unanimement est une déclaration de foi en la campagne Boycott, désinvestissement et sanctions.

### À l’appui du peuple palestinien, Genève, 7 et 8 septembre 2006
À l'Office des Nations unies.
Plan d'action
« Quant à la société civile, nous nous engageons à prendre les mesures suivantes :
Étendre notre campagne mondiale de boycottage, de désinvestissement et de sanctions à des secteurs encore plus vastes de nos pays et régions, sur la base de la formation d’un mouvement non violent d’opposition à la politique israélienne d’apartheid et d’occupation, et lancer notamment une campagne urgente pour mettre fin aux sanctions contre l’Autorité palestinienne démocratiquement élue. »

### À l’appui de la paix israélo-palestinienne, Bruxelles, 30 et 31 août 2007
Conférence internationale de la société civile à l’appui de la paix israélo-palestinienne, au Parlement européen.

### À l’appui des droits des Palestiniens, 2 et 3 décembre 2014
Conférence internationale de la société civile à l’appui des droits des Palestiniens, au parlement d'Andalousie, Séville, Espagne.

## Comité
Le Comité était composé, en 2003, des États membres ci-après : Afrique du Sud, Afghanistan, Bélarus, Chypre, Cuba, Guinée, Guyana, Hongrie, Inde, Indonésie, Laos, Madagascar, Malaisie, Mali, Malte, Namibie, Nigéria, Pakistan, Roumanie, Sénégal, Sierra Leone, Tunisie, Turquie et Ukraine.
En 2003 avaient participé aux séances du Comité en qualité d’observateurs les représentants des pays et organisations ci-après : Algérie, Bangladesh, Bulgarie, Chine, Égypte, Émirats arabes unis, Équateur, Iraq, Jamahiriya arabe libyenne, Jordanie, Koweït, Liban, Maroc, Mauritanie, Nicaragua, Niger, Qatar, République arabe syrienne, Sri Lanka, Viêt Nam, Yémen, Ligue des États arabes, Organisation de la Conférence islamique, Palestine et Union africaine.
Papa Louis Fall puis Paul Badji ont présidé le Comité.